# Второе правительство Клауса
Второе правительство Вацлава Клауса (чеш. Druhá vláda Václava Klause) — 2-е коалиционное правительство Чешской Республики меньшинства во главе с Вацлавом Клаусом. Было приведено к присяге 4 июля 1996 года. Получило доверие парламента на заседании 25 июля, благодаря уходу депутатов ČSSD из зала во время голосования.

## Общие сведения
Правительство было сформировано, после первых в истории независимой Чешской Республики, выборов в нижнюю палату парламента. До этого, в стране правило предыдущее правительство Вацлава Клауса, которое было сформировано после выборов в 1992 году и которое пришло к консенсусу с правительством Мечиара в Словакии по вопросу распада Чехословакии.
Нарастающие экономические проблемы в стране, а также скандалы связанные с финансированием ODS, привели к расколу в коалиции и уходу из правительства KDU-ČSL и ODA. Ушедшие из ODS, бывшие министры и депутаты основали свою партию Союз свободы (чеш. Unie svobody). 30 ноября 1997 года, правительство подало в отставку, однако прибывало у власти до 2 января 1998 года, до назначения правительства Тошовского.
Во время правления правительства, среди прочего, была подписана «чешско-германская декларация о двусторонних отношениях и их будущем развитии», в которой был достигнут компромисс в отношении вопросов политики Нацистской Германии (Мюнхенское соглашение, Протекторат Богемии и Моравии, преследования и репрессии) и Чехословакии (Декреты Бенеша и др), а также выражалась поддержка со стороны ФРГ во вхождении Чехии в состав ЕС.

## Состав кабинета
| Министерство (должность)                                                    | Имя              | Начало полномочий | Конец полномочий | Партия | Партия              |
| Председатель Правительства                                                  | Вацлав Клаус     | 4 июля 1996       | 2 января 1998    |        | ODS                 |
| Первый вице-председатель, министерство сельского хозяйства                  | Йосеф Люкс       | 4 июля 1996       | 2 января 1998    |        | KDU-ČSL             |
| Вице-председатель, министерство иностранных дел                             | Йозеф Зеленец    | 4 июля 1996       | 23 октября 1997  |        | ODS                 |
| Вице-председатель, министерство иностранных дел                             | Ярослав Шедивый  | 8 ноября 1997     | 2 января 1998    |        | Беспартийный от ODS |
| Вице-председатель                                                           | Ян Калвода       | 4 июля 1996       | 7 января 1997    |        | ODA                 |
| Вице-председатель                                                           | Иржи Скалицки    | 16 июня 1997      | 2 января 1998    |        | ODA                 |
| Вице-председатель (до июня 1997), министерство финансов                     | Иван Кочарник    | 4 июля 1996       | 2 июня 1997      |        | ODS                 |
| Вице-председатель (до июня 1997), министерство финансов                     | Иван Пилип       | 2 июня 1997       | 2 января 1998    |        | ODS                 |
| Министерство внутренних дел                                                 | Ян Румл          | 4 июля 1996       | 7 ноября 1997    |        | ODS                 |
| Министерство внутренних дел                                                 | Йиндржих Водичка | 7 ноября 1997     | 2 января 1998    |        | ODS                 |
| Министерство труда и социальных дел                                         | Йиндржих Водичка | 4 июля 1996       | 8 ноября 1997    |        | ODS                 |
| Министерство труда и социальных дел                                         | Станислав Волак  | 8 ноября 1997     | 2 января 1998    |        | ODS                 |
| Министерство экономики (до ноября 1996) Министерство регионального развития | Яромир Шнайдер   | 4 июля 1996       | 2 мая 1997       |        | KDU-ČSL             |
| Министерство экономики (до ноября 1996) Министерство регионального развития | Томаш Квапил     | 12 мая 1997       | 2 января 1998    |        | KDU-ČSL             |
| Министерство здравоохранения                                                | Ян Страский      | 4 июля 1996       | 2 января 1998    |        | ODS                 |
| Министр юстиции                                                             | Ян Калвода       | 4 июля 1996       | 7 января 1997    |        | ODA                 |
| Министр юстиции                                                             | Власта Парканова | 16 июня 1997      | 2 января 1998    |        | ODA                 |
| Министерство культуры                                                       | Яромир Талирж    | 4 июля 1996       | 2 января 1998    |        | KDU-ČSL             |
| Министерство промышленности и торговли                                      | Владимир Длоугы  | 4 июля 1996       | 2 июня 1997      |        | ODA                 |
| Министерство промышленности и торговли                                      | Карел Кугнл      | 3 июня 1997       | 2 января 1998    |        | ODA                 |
| Министерство образования, молодёжи и физической культуры                    | Иван Пилип       | 4 июля 1996       | 2 июня 1997      |        | ODS                 |
| Министерство образования, молодёжи и физической культуры                    | Иржи Груша       | 3 июня 1997       | 2 января 1998    |        | Беспартийный от ODS |
| Министерство обороны                                                        | Милослав Выборны | 4 июля 1996       | 2 мая 1997       |        | KDU-ČSL             |
| Министерство транспорта                                                     | Мартин Ржиман    | 4 июля 1996       | 2 января 1998    |        | ODS                 |
| Министерство окружающей среды                                               | Иржи Скалицки    | 4 июля 1996       | 2 января 1998    |        | ODA                 |

### Министры без портфеля
| Министерство (должность)          | Имя                 | Начало полномочий | Конец полномочий | Партия | Партия |
| Министр без портфеля              | Павел Братинка      | 4 июля 1996       | 2 января 1998    |        | ODA    |
| Министр экономической конкуренции | Вацлав Клаус (врио) | 4 июля 1996       | 1 ноября 1996    |        | ODS    |